# Coalizão Negra por Direitos
A Coalizão Negra por Direitos é uma organização em prol do movimento negro no Brasil, além de defender os direitos de pessoas LGBT. A coalizão é formada por mais de 200 associações, ONGs, coletivos, grupos e instituições.

## História
A Coalizão foi formada no começo de 2019. Após o 1º Encontro Internacional da Coalizão Negra por Direitos, realizado no fim de novembro de 2019 na cidade de São Paulo, a coalizão, então com mais de 100 entidades e grupos associados, publicou seu manifesto.
Desde sua fundação, tem denunciado a desigualdade e os crimes contra negros, e incentivado e organizando protestos no país, como o protesto contra violência policial em 13 de maio de 2021, os protestos contra o governo Jair Bolsonaro, protestos durante a COP26, entre outros protestos. No contexto da pandemia de COVID-19 no Brasil, fez campanha para obter alimentos à famílias carentes, e organizou um protesto pela permanência do auxílio emergencial no valor de R$600.
A Coalizão também criticou ações do governo de Jair Bolsonaro, tento denunciado várias ações do governo, como o pacote anticrime do então ministro da Justiça Sérgio Moro, e protocolado pedido de impeachment.
A Coalizão participa de várias reuniões nacionais e internacionais, tendo participado de uma reunião com membros do Alto-comissário das Nações Unidas para os Direitos Humanos, Organização dos Estados Americanos, e o Subcomitê da ONU para a Prevenção da Tortura.
Em 2023, a Coalizão lançou, em conjunto com o Instituto de Defesa da População Negra, uma campanha para pressionar o presidente Luiz Inácio Lula da Silva a escolher uma mulher negra ao cargo de ministra do Supremo Tribunal Federal (STF). Exibições da campanha foram realizadas no Rio de Janeiro, na Times Square, em Nova Iorque, e em Nova Déli, na índia, durante a 18.ª reunião de cúpula do G20.

## Financiamento
A Coalizão Negra por Direitos obtém subsídios de institutos e fundações filantrópicas que desejam apoiar e promover o trabalho de justiça social da organização. A Coalizão é apoiada financeiramente pela Open Society Foundations (OSF), uma rede filantrópica internacional criada pelo bilionário húngaro-americano George Soros que apoia grupos da sociedade civil em todo o mundo, com o objetivo de promover a justiça, a educação e a democracia. A Coalizão também é subsidiada e apoiada pela Fundação Tide Setubal, organização não governamental fundada pela família Setúbal, uma família empresarial do setor bancário brasileiro que controla o banco Itaú. Também recebe apoio da Fundação Ford, uma entidade americana fundada por Edsel Ford, filho do magnata e industrial do setor automobilístico Henry Ford. Entre outros financiadores e apoiadores da Coalizão estão o Instituto Unibanco, Fundação Itaú Social, Fundação Roberto Marinho e o Fundo Social Elas.